# Masakr v Trhové Kamenici

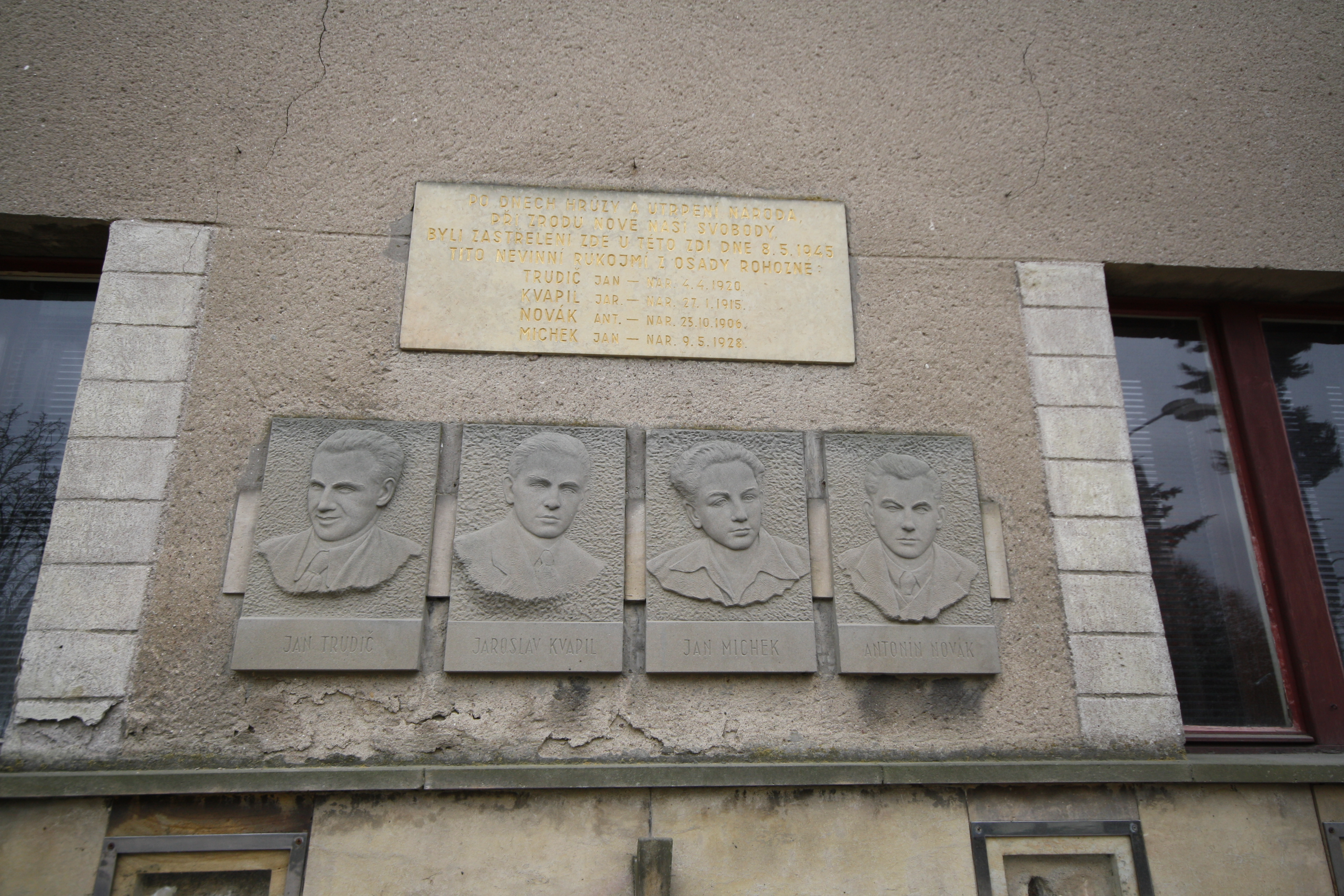
Pomník obětí na domě v Trhové Kamenici

Masakr v Trhové Kamenici je označení událostí, které se staly 8. května 1945 v uvedeném městysi ve východních Čechách. 

## Průběh
Vojáci německé jednotky ustupující z Chrudimi se při průchodu obcí Trhová Kamenice rozhodli potrestat domnělé partyzány. Poblíž obce nejprve zastřelili pět civilistů, mezi nimi Bedřicha Mareše. 
Před vstupem do obce byla zastřelena mladá Marie Pilařová, vracející se z návštěvy příbuzných. Vojáci poté vstoupili do obce a na faře zajali místního faráře, Oldřicha Kučeru, kterého brutálně umučili.
Jednotka už předtím poblíž obce Rohozná zajala čtyři rukojmí. Byli jimi Jaroslav Kvapil, Jan Michek (teprve sedmnáctiletý), Janko Trudič a Antonín Novák. Rukojmí byli zastřeleni u domu č. p. 6.
U blízkého vrchu, zvaného Třešňovka, zastřelili vojáci další tři muže, kteří se pokoušeli utéct. Oběťmi byli Antonín Alinč, Adolf Zábský a Emanuel Kacafírek, kteří jsou pochováni na místním hřbitově. Vojáci odpovědní za tuto událost nebyli nikdy stíháni. Po válce byla na památku obětí v obci odhalena pamětní deska na domě u náměstí.
Text na pamětní desce: Po dnech hrůzy a utrpení národa,
při zrodu nové naší svobody,
byli zastřeleni zde u této zdi dne 8.5.1945
tito nevinní rukojmí z osady Rohozné : 
Trudič Jan – nar. 4.4.1920.
Kvapil Jar. – nar. 27.1.1915.
Novák Ant. – nar. 23.10.1906
Michek Jan – nar. 9.5.1928